# Iwan Borissowitsch Fessenko
Iwan Borissowitsch Fessenko (russisch Иван Борисович Фесенко, englische Transkription Ivan Fesenko; * 1962) ist ein russischer Mathematiker, der sich mit Zahlentheorie und arithmetischer Geometrie befasst.

## Leben
Fesenko studierte an der Staatlichen Leningrader Universität, wo er 1987 bei Sergei Wladimirowitsch Wostokow promoviert wurde (Explizite Konstruktionen in der lokalen Klassenkörpertheorie). Er ist Professor an der University of Nottingham.
Er befasst sich mit Verallgemeinerungen der Klassenkörpertheorie und anderer Konzepte der Zahlentheorie in höheren Dimensionen, zum Beispiel mit Hilfe von sogenannten höherdimensionalen lokalen Körpern, ein Konzept das von Parschin und Kazuya Kato in den 1970er Jahren eingeführt wurde (der nulldimensionale Fall sind zum Beispiel endliche Körper). Ziel ist das Studium der Arithmetik höherdimensionaler Objekte (arithmetischer Schemata). Er entwickelte dazu Werkzeuge, die Konzepte aus Maßtheorie, Topologie und Analysis (wie Fouriertransformation) in entsprechender Weise auf höherdimensionale Situationen übertragen. Kazuya Kato (Anfang der 1980er Jahre) und Fesenko entwickelten eine lokale höhere Klassenkörpertheorie, bei der Milnors K-Theorie eine wichtige Rolle spielt.
1992 erhielt er den Preis der St. Petersburger Mathematischen Gesellschaft.
Er gehört zu den wenigen prominenten Mathematikern, die sich intensiv mit dem Theoriegebäude der Inter-universalen Teichmüllertheorie von Shin’ichi Mochizuki auseinandersetzten, und die er für eine vielversprechende Entwicklung hält. Er organisierte drei Workshops dazu (2015 in Oxford, 2016 und 2020 am RIMS in Kyoto) und veröffentlichte einen Übersichtsartikel. Das wurde auch durch den Nottingham-Oxford-EPSRC Programme Grant Symmetries and Correspondences in Höhe von insgesamt 2,3 Millionen Pfund gefördert, von denen Fesenko einer der leitenden Wissenschaftler ist (neben Nigel Hitchin, Boris Zilber, Minhyong Kim, Kobi Kremnitzer).
Er war Autor eines Vorschlags für  eine neue ergänzende Finanzierung der britischen Mathematik und koordinierte eine Gruppe britischer Mathematiker bei der Vorbereitung der endgültigen Fassung. Die Finanzierung von 300 Millionen £ wurde von der britischen Regierung im Januar 2020 angekündigt.
Er war einer der wenigen reinen Mathematiker, die zur Modellierung der Corona-Epidemie beigetragen haben.

## Schriften
- mit S. V. Vostokov Local fields and their extensions. A constructive approach, American Mathematical Society 1993, 2. Auflage 2002
- mit Masato Kurihara (Herausgeber) Invitation to higher local fields, Geometry and Topology Monographs 3, University of Warwick 2000, Online
- Abelian extensions of complete discrete valuation fields, in Sinnou David (Herausgeber) Number Theory. Seminaire de Theorie des Nombres de Paris 1993/94, London Mathematical Society Lecture Note Series, Cambridge Univ. Press 1996, S. 47–74.
- Complete discrete valuation fields k Abelian local class field theories, in M. Hazewinkel (Herausgeber) Handbook of Algebra, Band 1,Elsevier 1996, S. 221–268.
- Class field theory of multidimensional local fields of characteristic 0, with the residue field of positive characteristicm, St. Petersburg Mathematical Journal, Band 3, 1992, S. 649–678
- Multidimensional local class field theory, Teil 1, Acad. Sci. SSR Dokl. Math., Band 43, 1991, S. 674-677 (englisch), Dokl. Akad. Nauka SSSR, Band 318, 1991, S. 47-50 (russisch), Teil 2 Algebra i Analiz, Band 3, Heft 5, 1991, S. 168-189 (russisch), St. Petersburg Math. J., Band 3, 1992, S. 1103-1126 (englisch)
- Abelian local p-class field theory, Mathematische Annalen, Band 301, 1995, S. 561–586.
- Local class field theory: perfect residue field case, Izv. Akad. Nauka, Ser. Math., Band 43, 1994, S. 65–81.
- On general local reciprocity maps, Journal für die reine und angewandte Mathematik, Band 473, 1996, S. 207–222.
- Nonabelian local reciprocity maps, in Katsuya Miyake, Nihon Suggakai (Herausgeber) Class Field Theory – Its Centenary and Prospect, Advanced Studies in Pure Mathematics 30, Mathematical Society of Japan, 2001, S. 63–78
- Adelic approach to the zeta function of arithmetic schemes in dimension two, Moscow Mathematical Journal, Band 8, 2008, S. 273–317.
- mit M. Suzuki, G. Ricotta Mean-periodicity and zeta functions, Annales de L’Institut Fourier, Band 62, 2012, S. 1819–1887.
- Analysis on arithmetic schemes, Teil 1, Documenta Mathematica, Kato 50. Birthday Volume, S. 261–284, Teil 2: Journal of K-theory, Band 5, 2010, S. 437–557.